# Verwaltungsgemeinschaft Tharandt
Die Verwaltungsgemeinschaft Tharandt ist eine Verwaltungsgemeinschaft im Freistaat Sachsen. Sie liegt im Nordwesten des Landkreises Sächsische Schweiz-Osterzgebirge etwa 15 km südwestlich der Landeshauptstadt Dresden, zirka 20 km östlich von Freiberg und zirka 8 km nordwestlich der ehemaligen Kreisstadt Dippoldiswalde.
Landschaftlich befindet sich das Gemeinschaftsgebiet in den nördlichsten Ausläufern des Erzgebirges, im Tal der Wilden Weißeritz und im Tharandter Wald, sowie an dessen Nord- und Ostrand. Nördlich des Gemeinschaftsgebietes verlaufen die Bundesstraße 173 und die Bundesautobahn 4, welche über die Anschlussstelle Wilsdruff erreichbar ist. Tharandt liegt auch an der Bahnstrecke Dresden–Werdau und hat so Anschluss an das Netz der S-Bahn Dresden. Die zur Mitgliedsgemeinde Dorfhain nächstgelegenen Bahnhöfe sind jedoch Klingenberg-Colmnitz und Edle Krone, beide außerhalb der Verwaltungsgemeinschaft in der benachbarten Gemeinde Klingenberg gelegen.
Am 1. Januar 2000 wurde die Verwaltungsgemeinschaft formal eingerichtet und seitdem nicht vollständig umgesetzt, da Dorfhain weiterhin eine eigene Verwaltung vorhält.

## Mitgliedsgemeinden
- Tharandt mit den Ortsteilen Fördergersdorf, Grillenburg, Großopitz, Kurort Hartha, Pohrsdorf, Spechtshausen und Tharandt
- Dorfhain mit den Ortsteilen Kleindorfhain, Mitteldorfhain und Großdorfhain